# Apalochlamys spectabilis
Apalochlamys spectabilis là một loài thực vật có hoa trong họ Cúc. Loài này được (Labill.) Steud. mô tả khoa học đầu tiên năm 1840.